# 毛利元勝
毛利 元勝（もうり もとかつ、正保3年（1646年） - 元禄10年12月3日（1698年1月14日））は、長州藩一門家老である厚狭毛利家の4代当主。
父は毛利元宣。正室は右田毛利元倶の娘。子は毛利元衡。養子は毛利就久。通称は孫六、一格。諱は元勝、宣勝。

## 生涯
正保3年（1646年）、一門家老毛利元宣の子として生まれる。寛文5年（1665年）、父の隠居により家督を相続する。家老として、氷上山興隆寺への代参、幕府巡見使の供応役などを務める。天和2年（1682年）、右田毛利分家毛利雅信の次男の虎槌（就久）を養子に迎える。天和3年（1683年）、就久に家督を譲り隠居する。
元禄10年（1697年）12月3日死去。享年52。